# 小島敏彦
小島 敏彦（こじま としひこ、1940年8月10日 - ）は、日本の俳優、声優。劇団朋友代表取締役を経て、現在は同劇団の劇団代表兼取締役。千葉県出身。

## 来歴
日本大学芸術学部演劇科卒業。文学座研究所を経て、劇団新人会に入団。
1994年に劇団新人会が劇団朋友に改称した際に劇団の代表となる。
劇団外のマネジメントは六芸社（1968年所属）、劇団新人会映画放送部、九プロダクション。

## 人物
特技・免許は普通自動車・自動二輪車（中型）免許。

## 出演

### テレビドラマ
- 火曜日の女シリーズ / 逃亡者 -この街のどこかで-（1970年、大映テレビ室・日本テレビ）
- 女と味噌汁 その31（出版社社員）
- 砂の城
- 渡る世間は鬼ばかり（桜田敏之）
- 緊急指令10-4・10-10（1972年、邦夫）
- 伝七捕物帳 第121話「男なさけに花が散る」（1976年、NTV）- 茂助
- ありがとう 第2シリーズ 第44話（1977年11月23日、TBS） - 警官 役
- さよならママ（1987年、TBS）
- 渥美清のああ、青春日記（1997年9月24日、フジテレビ）（ナレーション）
- 金曜プレステージ
  - 浅見光彦シリーズ31・喪われた道（2008年5月）
  - 浅見光彦シリーズ37・長崎殺人事件（2010年4月）

### 舞台
- 燃ゆる闇の中で（1968年、劇団新人会） - バリエッポ[4]
- 初蕾（1982年、劇団新人会） - 半之助[12]
- 深川安楽亭（1983年、劇団新人会） - 貞七[13]
- 蝸牛庵物語
- 銀河鉄道の恋人たち
- 華と石と
- 吾輩はウツである
- 女たちの招魂祭
- 真砂女
- 明日の幸福
- 女たちのジハード
- 女たちの忠臣蔵
- キエ
- 元禄・馬の物言い
- 幸福
- レイターライフ
- わがババわがママ奮斗記

他劇団朋友・劇団新人会公演多数　　

### 吹き替え

#### 担当俳優
アンソニー・ヒールド
- 羊たちの沈黙（フレデリック・チルトン医師）※VHS版
- 評決のとき（ウェールバート・ロードヒーバー博士）※ソフト版
- レッド・ドラゴン（フレデリック・チルトン博士）※ソフト版

キース・キャラダイン
- カウボーイ & エイリアン（ジョン・タガート保安官）
- ダメージ3（ジュリアン・デッカー）
- デクスター 〜警察官は殺人鬼（フランク・ランディ）

ジェームズ・クロムウェル
- セクレタリアト/奇跡のサラブレッド（オグデン・フィップス）
- ディープ・アンダーカバー（ジャック・コール）
- FAIL SAFE 未知への飛行（ゴードン・ナップ）
- ホワイトクラッシュ（ウォルター）
- ヤング・ポープ 美しき異端児（マイケル・スペンサー枢機卿）

トム・ウィルキンソン
- エミリー・ローズ（ムーア神父）
- グリーン・ホーネット（ジェームズ・リード）
- 恋におちたシェイクスピア（ヒュー・フェニマン）
- ビジネス・ウォーズ（ティモシー・マクウィンターズ）
- ミッション:インポッシブル/ゴースト・プロトコル（長官）

ブライアン・コックス
- NYPD15分署（ショーン・ウォレス）※ソフト版
- グリマーマン（ミスター・スミス）※ソフト版
- ハサミを持って突っ走る（フィンチ医師）

フランソワ・ベルレアン
- オーケストラ!（オリヴィエ・デュプレシ）
- トランスポーターシリーズ（タルコーニ警部）※ソフト版
  - トランスポーター
  - トランスポーター2
  - トランスポーター3 アンリミテッド
  - トランスポーター ザ・シリーズ ※シーズン1

マーシャル・ベル
- ヴァイラス（J・W・ウッズJr.）※ソフト版
- タッカー（フランク）
- ブレイブ（ラリー）
- ロック・ミー・ハムレット!（ロッカー校長）

マイケル・ホイ
- チャイニーズ・ボックス（チャン）
- フロント・ページ（ホイ）
- ホンコン・フライド・ムービー（ホイ）
- ミスター・ココナッツ（ガンカイ・ナン）

マルコム・マクダウェル
- エグザム:ファイナルアンサー（エンプロイヤー）
- おとなのワケあり恋愛講座（ゴードン）
- CSI:マイアミ8（ヴォーゲル）
- HEROES/ヒーローズ（ダニエル・リンダーマン）

リチャード・ジェンキンス
- アウトロー（アレックス・ロディン）
- ジャッキー・コーガン（ドライバー）
- ステイ・フレンズ（ハーパー氏）
- バーン・アフター・リーディング（テッド）
- ブルースチール（メル・ドーソン弁護士）※VHS版

#### 映画
- アート・オブ・ウォー（ウー〈ジェームズ・ホン〉）※ソフト版
- アイ・アム・サム（ロバート）※ソフト版
- アイアンマン2（ビル・オライリー）※劇場公開版
- アイデンティティー（被告側弁護人〈カーメン・アルジェンツィアノ〉）※テレビ東京版
- アウト・フォー・ジャスティス（オーケリー刑事、ドン・ヴィットリオの部下）※テレビ朝日版
- アウトブレイク ※日本テレビ版
- 悪魔の棲む家（ジェフ〈マイケル・サックス〉）
- 悪魔の毒々おばあちゃん（ジョン）
- 悪魔を憐れむ歌（ジェイ・レイノルズ）※フジテレビ版
- アザー・ピープルズ・マネー（ビル・コールズ〈ディーン・ジョーンズ〉）
- アサシン 暗・殺・者（ヴィクター〈ハーヴェイ・カイテル〉）※ソフト版
- アドレナリン（ナレーション）
- アナとオットー
- アニー（アスプ）
- ANNIE/アニー（ウエーター〈レイ・イアンニセーリ〉[14]）
- アニー・ホール（トニー・レイシー〈ポール・サイモン〉）
- アパルーサの決闘（アブナー・レインズ〈トム・バウアー〉、ラッセル保安官）
- アビス（リーランド・マクブライド）※ソフト版
- アベンジャー（スローン）
- アベンジャーズ（ゲオルギー・ルチコフ〈イエジー・スコリモフスキ〉）
- アメイジング・スパイダーマン（影の男〈マイケル・マッシー〉）
- アメイジング・スパイダーマン2（影の男〈マイケル・マッシー〉）
- アメイジング・ワールド/勇士の帰還（コーエン〈デイビッド・ブラッドリー〉）
- アメリカン・スプレンダー（ハービー・ピーカー）
- アメリカン・パイ in ハレンチ・マラソン大会（トレイシーの父）
- 嵐の中で輝いて（アンドリュー・ベリンガー）※ソフト版
- アルマゲドン2012 マーキュリー・クライシス（エドワード〈アンドリュー・エアリー〉）
- 暗殺者 ※フジテレビ版
- アンダー・ファイア
- アンタッチャブル（フランク・ニッティ〈ビリー・ドラゴ〉）※フジテレビ版、（ジョージ〈ブラッド・サリヴァン〉）※テレビ東京版
- アンノウン（エルンスト・ユルゲン〈ブルーノ・ガンツ〉）
- イエスタディ（ジョン・レノン〈ロバート・カーライル〉）
- イコン ICON（ナイジェル・アーヴィン卿〈マイケル・ヨーク〉）
- 1941（マッドマン・マドックス大佐〈ウォーレン・オーツ〉）※BD版
- いけにえ（ポール・キルトン）
- いつの日かこの愛を（部長）
- 今そこにある危機（ジェームズ・カッター〈ハリス・ユーリン〉）※ソフト版
- イン・ザ・ベッドルーム（マッキャスリン神父）
- インターステラー（NASA科学者）
- インディ・ジョーンズ/最後の聖戦（カジム、保安官）※ソフト版
- インデペンデンス・デイ（アルバート・ニムジキ国防長官〈ジェームズ・レブホーン〉[15]）※テレビ朝日版
- インフォーマント!（ドウェイン・アンドレアス、デレク・ミラー博士）
- Virginia/ヴァージニア（ボビー・ラグレインジ〈ブルース・ダーン〉）
- ヴァンパイア・イン・ブルックリン ※フジテレビ版
- ウィロビー・チェイスのおおかみ（ウィロビー侯爵〈ジョナサン・コイ〉）
- ウィンチェスター銃'73（ワイアット・アープ〈ウィル・ギア〉）※ソフト版
- ウインドトーカーズ ※テレビ朝日版
- ウォーターワールド ※テレビ東京版
- ウォール街（チャーリー）※フジテレビ版、（ハロルド・ソルト〈ソウル・ルビネック〉）※機内上映版
- ウォール・ストリート（マスターズ博士〈オースティン・ペンドルトン〉）
- ウォーロード/男たちの誓い（チェン大臣）
- ウォンテッド（ミスター・X）※劇場公開版
- 裏切り者（アル・グラナダ）
- ウルフ（医師〈ロン・リフキン〉）※ソフト版
- 運命の瞬間/そしてエイズは蔓延した（ロバート・ギャロ〈アラン・アルダ〉、兄を亡くした男〈スティーヴ・マーティン〉）
- 運命のボタン（ノーム・カーヒル〈ジェームズ・レブホーン〉）
- エース・ベンチュラ（リドル〈ノーブル・ウィリンガム〉、ハンドリー医師〈デヴィッド・マーギュリーズ〉）
- エア★アメリカ（トラック運転手〈アーニー・ライヴリー〉）※ソフト版
- エアフォース・ワン（アクセルロッド大佐）※日本テレビ版
- エアポート'03（コープランド機長）
- エイジ・オブ・イノセンス/汚れなき情事（リビエール〈ジョナサン・プライス〉）
- 英雄の条件（E・ワーナー判事）※フジテレビ版
- エイリアン3（デヴィッド〈ピート・ポスルスウェイト〉）※フジテレビ版
- エイリアン4 ※フジテレビ版
- エクスタミネーター（ベトコン・リーダー〈ジョージ・チェン〉）※テレビ東京版
- エクソシスト（精神科医）※日本テレビ版
- エクソシスト3（医師テンプル〈スコット・ウィルソン〉）※VHS版
- エスケープ・フロム・L.A.（大統領〈クリフ・ロバートソン〉）※ソフト版
- エスパー（フロイド）
- X-ファイル ザ・ムービー（シガレット・スモーキング・マン〈ウィリアム・B・デイヴィス〉）※ソフト版
- エリミネーターズ（モーリス）
- L.A.コンフィデンシャル（ピアース・モアハウス・パチェット〈デヴィッド・ストラザーン〉）※ソフト版
- L.A.ストーリー/恋が降る街（フランク・スワン〈ケヴィン・ポラック〉、カルロ・クリストファー〈チェビー・チェイス〉）
- エンジェルス（ハンク・マーフィ〈ベン・ジョンソン〉）
- エンジェルス2（スキップ・チャップマン）
- エントラップメント ※テレビ東京版
- オーシャンズ11 ※フジテレビ版
- オーバー・ザ・トップ ※TBS版
- オールド・ドッグ（ヨシロウ・ニシムラ〈サブ・シモノ〉）
- おいしい生活（チャールズ〈ラリー・パイン〉）
- 奥さまは魔女（エド・マクマホン、コナン・オブライエン）
- オスカーとルシンダ（ナレーター〈ジェフリー・ラッシュ〉）
- お願い!プレイメイト（ヒュー・ヘフナー）
- おばあちゃんの贈り物（ホジキンス）※NHK版
- おもちゃの王国（バーナビー・バーニクル〈レイ・ボルジャー〉）
- オリバー・ツイスト（サーベリー）
- オレはギャング ガーディニア（コック、アントニオ）
- ガーディアン/森は泣いている（アラン・シェリダン、クライン医師）※テレビ朝日版
- ガール6（ボス#2〈アーサー・J・ナスカレッラ〉）
- カイロの紫のバラ（ヘンリー〈エドワード・ハーマン〉）
- カウボーイ・ウェイ/荒野のヒーローN.Y.へ行く（マニー・ヘルタ〈トーマス・ミリアン〉）
- 帰ってきた白バイ野郎ジョン&パンチ（ジョセフ・ギトレア部長）
- 過失（デヴィッド・ギルダーマン）
- カジュアリティーズ（ヒル大尉〈デイル・ダイ〉）※フジテレビ版
- 火星人ゴーホーム!（シーグラムズ〈ティモシー・スタック〉）
- 風と共に去りぬ（ジョナス・ウィルカーソン）※ソフト版
- カナディアン・エクスプレス（マイケル・ターロー〈J・T・ウォルシュ〉）※ソフト版、（マーティン・ラーナー部長）※フジテレビ版
- 花様年華（ホウ社長）
- カラーズ 天使の消えた街（メリンデス〈ルディ・ラモス〉、囚人6、警官19）
- カリブの熱い夜
- カルテット! 人生のオペラハウス（ウィルフ・ボンド〈ビリー・コノリー〉）
- 川のほとりのおもしろ荘（パパ）
- カントリーベアーズ（ウィリー・ネルソン）
- がんばれ!ベアーズ 特訓中（カール・ラザフォード）※日本テレビ版
- カンフー少女（バクメイ）
- ガン・ホー（斉藤〈サブ・シモノ〉）
- キックボクサー2（イヴァン・ジン・ラベール、ルー・レスカール）※VHS版
- キバリーヒルズ・コップ（スコッティ・バグウェル）
- 君がほほえむ瞬間（シットン医師）
- キャスパー:誕生編（ジョニー・ハント市長〈ロドニー・デンジャーフィールド〉）
- キャノンズ（ステックラー〈ヤン・トジースカ〉、司会者）
- キャノンボール（救急隊員〈ハル・ニーダム〉）※テレビ朝日版
- ギャング・イン・ブルー（ウィリアム・アイラー警部補〈J・T・ウォルシュ〉）
- 救命艇（リット〈ヘンリー・ハル〉）※PDDVD版
- 恐怖に襲われた街（デュヴィエル）
- 恐怖の報酬（ハンス・スメルロフ）※テレビ東京版
- 恐竜島の秘密（フリント〈ポール・ナッシー〉、中国人）
- 虚栄のかがり火（シャーマンの父〈ドナルド・モファット〉、ポラード・ブラウニング〈カート・フラー〉、オーブリー・バフィング、エド・リフキン〈リチャード・リバティーニ〉、プロデューサー〈リチャード・ベルザー〉）
- KILLER/第一級殺人（カール・メニンガー医師）
- ギルティ/罪深き罪（ヒース検事）
- 疑惑の幻影（アル・ゴードン〈ヒューイ・ルイス〉）※ソフト版
- グーニーズ（アーヴィング・ウォルシュ[16]）※TBS版
- クイックシルバー（チャーリー・グレンジャー / チャールズ・ジョージ医師〈マット・フリューワー〉）
- クライシス2050（マクブライド）※劇場公開版
- クライムブローカー/仮面の誘惑（グッドウィン刑事）
- グラスハープ/草の竪琴（チャーリー・クール元判事〈ウォルター・マッソー〉）
- クリープショー（ヘンリー・ノースラップ〈ハル・ホルブルック〉、ジョーディの父、ホワイト）
- クリエイター（パヴロ）※VHS版
- クリッター2（コーウィン保安官、教会の警備員〈トム・マクローリン〉）
- クリフハンガー（リチャード・トラヴァース〈レックス・リン〉）※ソフト版
- クルージング（グレゴリー〈ジェームズ・レマー〉）
- クレイジー・ピープル（判事〈アラン・ノース〉）
- クレイマー、クレイマー（ジム・オコナー〈ジョージ・コー〉、アトキンス判事）※BD版
- グレムリン2 新・種・誕・生（劇場支配人〈ポール・バーテル〉）※ソフト版
- グローリー（ピアース）※ソフト版
- クロコダイル・ダンディー2（ボブ・タナー〈デニス・ボウトシカリス〉、アースキン）※ソフト版
- クロコダイル・ダンディー in L.A.（ミック・ダンディ〈ポール・ホーガン〉）※ソフト版
- K-19（ゲンナジー・サヴラン軍医）※ソフト版
- 刑事ジョン・ブック 目撃者（ファギー）※テレビ朝日版
- 刑事ニコ/法の死角（ハリソン上院議員）※TBS版
- 刑事ベルモア/共謀者（デメイヨ警部〈マイケル・グリーン〉）
- ケイティ（ガス・チャーンリー〈ピーター・ボイル〉）
- ゲス・フー/招かれざる恋人（ネイサン・ロジャース）
- ゲッタウェイ（ユージン・スチュアート）※テレビ朝日新版
- ゲット!マイライフ（フィリップ・ワイアット〈ウィリアム・H・メイシー〉）
- ゴーストバスターズ（レニー市長〈デヴィッド・マーギュリーズ〉[17]）※ソフト版
- ゴーストバスターズ2（市役所員〈ベン・スタイン〉、最初の警官）※フジテレビ版
- コーンヘッズ（ゴーマン・シードリング〈マイケル・マッキーン〉）
- 恋するベーカリー（ピーター〈ロバート・カーティス・ブラウン〉）
- 恋する遺伝子（スティーヴン、クライン医師）※ソフト版
- 恋は嵐のように（ハドレー〈ロニー・コックス〉）
- 恋人はパパ/ひと夏の恋（フレッド）
- 交渉人（アル・トラヴィス署長〈ジョン・スペンサー〉）※テレビ朝日版
- 幸福の条件 ※ソフト版
- コズモポリス（床屋のアンソニー〈ジョージ・トーリアトス〉）
- ゴッド・ギャンブラー（イー）※VHS版
- ゴッドファーザー・サガ（モー・グリーン〈アレックス・ロッコ〉）
- ゴッドファーザー PART III（ドミニク・アッバンダンド〈ドン・ノヴェロ〉）※フジテレビ版
- コピーキャット ※テレビ東京版
- コマンドー（ディアズ）※TBS版
- ゴリラ ※テレビ朝日版
- コレリ大尉のマンドリン（ギャンディン〈ロベルト・シトラン〉）
- コン・エアー（スキップ・デヴァーズ〈ジョン・ローゼリアス〉）※テレビ朝日版
- コンゴ ※フジテレビ版
- コンタクト（イアン・ブロデリック〈トーマス・ガーナー〉、ジェリー）※テレビ東京版
- サイキック・ターゲット（アーロン・ウィンフィールド）
- サイコキラー（ブロック警部）
- 最終絶叫計画4（ハリス大統領〈レスリー・ニールセン〉）
- サイバーテックP.D.（フィリップス刑事）
- サウス・キャロライナ/愛と追憶の彼方（パーティーの男〈ニック・サーシー〉）
- サウンド・オブ・ミュージック（フランツ）※製作40周年記念版
- ザ・グリード（アサートン船長〈デリック・オコナー〉）※テレビ朝日版
- ザ・サイレンサー MAGNUM357（ジェンセン）
- ザ・スキャンダル（アダム〈ジェームズ・ホン〉）
- さすらいの航海（ハインツ・バーグ〈アンソニー・ヒギンズ〉）
- ザ・チェイス ※テレビ朝日版
- SURVIVOR/野獣地帯（ケンダル〈ソウル・ルビネック〉）
- ザ・パッケージ/暴かれた陰謀（ホプキンズ将軍〈チェルシー・ロス〉、シカゴの警官〈レニ・サントーニ〉）
- サハラに舞う羽根（将軍〈ティム・ピゴット＝スミス〉）※ソフト版
- ザ・ハリケーン（H・リー・サロキン判事〈ロッド・スタイガー〉）※ソフト版
- ザ・ビジター（イエス・キリスト〈フランコ・ネロ〉）
- ザ・フェイス（アーサー〈ゲリット・グレアム〉）
- ザ・フライ/ハエ男の恐怖（看護人、検死官）※日本テレビ版
- ザ・フラッシュ2/超音速のSFヒーローに謎の怪人が逆襲（マイケル・マーフィ巡査）※VHS版、（クライン）※テレビ朝日版
- サマーリーグ（カート・ガウディ）
- ザ・ロック（ロンナー〈ザンダー・バークレー〉、FBIエージェント・ハント、ルー・リンストロム補佐官）※日本テレビ版、（ジェームズ・ウォマックFBI長官〈ジョン・スペンサー〉）※テレビ朝日版
- 34丁目の奇跡（ドナルド・シェルハマー）
- サンダーハート（FBI捜査官〈レックス・リン〉）
- 3人の婚約者（サム、エリンの父、競売人）
- シークレット・レンズ（ヘルムート・アンガー〈ハーディ・クリューガー〉）
- しあわせの隠れ場所（サンドストロム校長、ルー・ホルツ）
- 幸せのきずな（フランクス判事〈ビル・スミトロヴィッチ〉）
- 幸せのちから（ウォルター・リボン〈カート・フラー〉）※日本テレビ版
- JFK（Y将軍〈デイル・ダイ〉）※ソフト版、（FBI広報官）※テレビ朝日版
- JM（ホテルロビーの男）
- シカゴ・コネクション/夢みて走れ
- 地獄のエクスタミネーター
- 地獄の女囚コマンド（パイロット）
- 地獄の戦闘艇バラクーダ（C.W.）
- 地獄の黙示録（カールソン少尉）※日本テレビ版
- 史上最大のスーパー・チャンピオン（ジム・マッケイ、チェッコ博士）
- 十戒 ※フジテレビ版
- 16ブロック（交渉人マイク〈ピーター・マクロビー〉）※テレビ朝日版
- 死の標的（リトル・リチャード、オドワイヤー保安官）※ソフト版、（ジミー・フィンガーズ）※テレビ朝日版
- ジプシー（ハービー〈ピーター・リーガート〉）
- シベリアの理髪師（マクラカン〈リチャード・ハリス〉）
- ジャッカル（ドナルド・ブラウンFBI長官）※日本テレビ版
- ジャッキー・チェンの醒拳（チン・ナン〈ジェームス・ティエン〉[18]）※劇場公開版
- ジャッジ・ドレッド（ジャッジ・カルロス・エスポジト）※フジテレビ版
- シャドーチェイサー/地獄の殺戮アンドロイド（大統領）
- シャドウ・オブ・ウルフ（ブラウン）
- ジャングル・ブック（ジュリアス・プラムフォード博士〈ジョン・クリーズ〉）※テレビ朝日版
- シューティング・フィッシュ（ストラットン＝ルース）
- 12人の怒れる男（陪審員11）
- ジュマンジ（バム〈ロイド・ベリー〉）※旧盤DVD・VHS版、フジテレビ版
- ジョーズ（TVレポーター〈ピーター・ベンチリー〉）※日本テレビ版
- ジョーズ3（ダン）
- ショート・サーキット（ザック）
- ジョー、満月の島へ行く（鞄のセールスマン）
- 少女の髪どめ（ソルタン）
- 食神（エリック）
- ジョニー・ハンサム（ボネ）
- シリアナ（トミー・バートン〈ロバート・フォックスワース〉）
- シルバー・ブリット/死霊の牙（ボブ〈レオン・ラッサム〉）
- ジングル・オール・ザ・ウェイ ※フジテレビ版
- 新・13日の金曜日（デューク）
- シンドラーのリスト
- 新ポリス・ストーリー（サイモン）※フジテレビ版
- スーパーコップ90（トム・カトラー〈チェルシー・ロス〉）※VHS版
- スーパーマン（最長老〈トレヴァー・ハワード〉）※テレビ朝日旧録版（追加収録部分）
- スーパーマンII/冒険篇（ネイト〈ジョン・モートン〉）※テレビ朝日旧録版
- 推理作家ポー 最期の5日間（保安官）
- スウィッチ/素敵な彼女?（ヒギンズ）
- 素顔のままで（オーリー）※ソフト版
- スクリーマーズ（グリーン〈ブルース・ボア〉）※フジテレビ版
- スクリーム2（ギル）
- スター・ウォーズシリーズ
  - スター・ウォーズ エピソード1/ファントム・メナス（マス・アミダ）
  - スター・ウォーズ エピソード2/クローンの攻撃（マス・アミダ）
  - スター・ウォーズ エピソード3/シスの復讐（マス・アミダ）
  - スター・ウォーズ エピソード4/新たなる希望（ビッグス）※ソフト版
  - スター・ウォーズ エピソード5/帝国の逆襲（ゼヴ・セネスカ、トレイ・カラン、ショーン・ヴァルデズ）※日本テレビ版
  - スター・ウォーズ エピソード6/ジェダイの帰還（マーカンド少佐）※日本テレビ版
- スターゲイト コンティニュアム ザ・ムービー（バール）
- スタートレックシリーズ（レナード・マッコイ〈デフォレスト・ケリー〉）※ソフト版
  - スタートレック
  - スタートレックII カーンの逆襲
  - スタートレックIII ミスター・スポックを探せ!
  - スタートレックIV 故郷への長い道
  - スタートレックV 新たなる未知へ
  - スタートレックVI 未知の世界
- スターフライト・ワン（フェリックス〈ロバート・ウェッバー〉）
- スターマン/愛・宇宙はるかに
- スターリングラード（オットー〈シルヴェスター・グロート〉、ルポ中尉）
- スティーブ・ジョブズ（アーサー・ロック〈J・K・シモンズ〉）
- スティール（サタイヤン〈スティーヴン・バーコフ〉）
- スティング（キッド・ツイスト〈ハロルド・グールド〉、ビル・クレイトン、エド）※ソフト版
- ステルスファイター（ウェストウッド〈アーニー・ハドソン〉）
- ストリートファイター（ダルシム〈ロシャン・セス〉）※ソフト版
- ストレイト・ストーリー（ギボンズ医師）
- ストレンジ・デイズ（パーマー・ストリックランド〈ジョセフ・ソマー〉）
- スノーホワイト[19]
- スパイ・ゲーム ※フジテレビ版
- スパイダー・キングダム（レコルパス〈ランス・ヘンリクセン〉）
- スパルタンX（ディノ〈ジョセフ・ルイス・フォノル〉[20]）※フジテレビ版
- スピード（リポーター、ビジネスマン）※フジテレビ版
- スピード2（フランク、不動産屋）※フジテレビ版
- スペースキャット（ウッドラフ大佐）
- スペース・サタン（ジェームズ〈ダグラス・ランバート〉）※LD版
- スペース・トラッカー（E・J・サッグス〈シェイン・リマー〉）
- スペースバンパイア ※テレビ朝日旧録版
- スペースボール（ヴィニー、フィリップ・シュロトキン博士、ジョン・ハート））
- スペシャリスト（マニー）※テレビ朝日版
- スラップ・ショット（ジム・カー）※ソフト版
- スリーパーズ（ラルフ・ファーガソン〈テリー・キニー〉）※フジテレビ版
- スリー・リバーズ（エディ・アイラー〈ブライオン・ジェームズ〉）※テレビ朝日版
- S.W.A.T.（グレッグ・ベラスケス〈レグ・E・キャシー〉）※日本テレビ版
- 青春の輝き（グレイ・ディロン、ベアー）
- 聖なる狂気（パパ）
- セイビング・ジェシカ・リンチ（カリー大佐〈マイケル・ルーカー〉）
- ゼイリブ（身なりのいい客〈ジョン・F・ゴフ〉）
- 世界中がアイ・ラヴ・ユー（ボブ〈アラン・アルダ〉）
- セブンス・カース（署長〈倉田保昭〉）
- 戦火の馬（エミリーの祖父〈ニエル・アレストリュプ〉）
- 戦火の勇気（ジョージ・H・W・ブッシュ）※テレビ朝日版
- 戦争と平和（ボルコンスキー公爵）※ソフト版
- 戦争のはじめかた（バーマン大佐〈エド・ハリス〉）
- センターステージ2/ダンス・インスピレーション!（リチャード・フォンストロー）
- 戦慄のストーカー/ある女子学生の場合（ダンカン・エマーソン、ウェルドン刑事）
- ソーシャル・ネットワーク（ゲイジ〈デヴィッド・セルビー〉）
- ソードフィッシュ（ビリー・ジョイ副長官〈ザック・グルニエ〉）※ソフト版
- ソウル・サーファー（デヴィッド・ロビンスキー医師〈クレイグ・T・ネルソン〉）
- 続・夕陽のガンマン（パブロ・ラミレス神父〈ルイジ・ピスティッリ[21]）
- 卒業白書（ジョエルの父）
- ソフィーの選択 ※日本テレビ版
- 空の大怪獣Q（スパンキー〈ジョン・カポダイス〉、キュレーター）
- ソルジャー・ボーイズ（ジェームスン・プレスコット）
- ソルト（ハワード・ルイス大統領〈ハント・ブロック〉）
- ゾンビコップ（ヘルツォーク警部補〈ロバート・ピカード〉）
- ゾンビ・ストリッパーズ（イアン・エスコ〈ロバート・イングランド〉）
- ダーク・アベンジャー/暗闇からの復讐者（アンダーウッド検事〈ケン・ジェンキンス〉）
- ダークエンジェル（バズ）
- ダークナイト ライジング（奈落の囚人〈トム・コンティ〉）
- ダーク・ファイター8（バール〈ラルフ・ミーカー〉）※テレビ東京版
- ダーティ・シェイム（ヌネズ署長〈グレゴリー・シエラ〉）
- ターミナルフォース/叛逆のサイバーコップ（店主）
- ターミネーター2（モスバーグ刑事）※フジテレビ版
- 大災難P.T.A.（ジョン）
- タイタニック（機関士 フレッド・W・バレット、スヴェン）※フジテレビ版
- 大統領の執事の涙（ドワイト・D・アイゼンハワー大統領〈ロビン・ウィリアムズ〉）※ソフト版
- ダイナー（タンク）
- ダイ・ハード（ロビンソン市警副本部長〈ポール・グリーソン〉、ガードマン）※機内上映版[22]、（セールスマン）※テレビ朝日版
- ダイ・ハード2（ウィンザー114機の機長〈コルム・ミーニイ〉）※テレビ朝日版
- ダイ・ハード3（ビル・ジャーヴィス〈マイケル・クリストファー〉、ビジネスマン）※フジテレビ版
- タイム・ガーディアン（ウェイン）※VHS版
- タイムボンバー（フィリップス氏〈ロバート・カルプ〉）
- ダイヤモンド・スカル/華麗なる殺意（大佐〈ピーター・サンズ〉）
- タクシードライバー（メリオ〈ヴィクター・アルゴ〉）※ソフト版
- タッカー ※日本テレビ版（4Kレストア版DVD、BDに収録）
- タップス（ケヴィン・モアランド〈ウェイン・ティピット〉）
- タトゥー（フランク・シュービヤ〈ヨハン・レイセン〉）
- 007シリーズ
  - 007 死ぬのは奴らだ（フェリックス・ライター〈デヴィッド・ヘディソン〉）※ソフト版
  - 007 黄金銃を持つ男（ヒップ〈スーン＝テック・オー〉）※TBS版
  - 007 ムーンレイカー（宇宙管制センター所長）※TBS版
  - 007 私を愛したスパイ（マーコビッツ教授）※TBS旧録版
  - 007/消されたライセンス（クワン〈ケイリー＝ヒロユキ・タガワ〉）※JAL機内上映版
  - 007 ゴールデンアイ（ビル・タナー〈マイケル・キッチン〉）※ソフト版
  - 007 トゥモロー・ネバー・ダイ（国防長官〈ジュリアン・フェロウズ〉、チェスター艦長）※フジテレビ版
  - 007 ワールド・イズ・ノット・イナフ（ラシェーズ〈パトリック・マラハイド〉）※テレビ朝日版
  - 007 ダイ・アナザー・デイ（ラウル〈エミリオ・エチェバリア〉）※テレビ朝日版
- ダブルチーム（モイシェ・レバント）※ソフト版
- ダミー（ルー〈ロン・リーブマン〉）
- タロットカード殺人事件（マルコム氏〈チャールズ・ダンス〉）
- タワーリング・インフェルノ（カルロス〈グレゴリー・シエラ〉）※日本テレビ版、（フレイカー）※TBS版
- ダンク・ブラザース/脱線ファンにご用心（ニュースキャスター、ボブ・クージー）
- ダンス・ウィズ・ウルブズ ※テレビ朝日版
- 父親たちの星条旗（バド・ガーバー〈ジョン・スラッテリー〉）
- チビッ子ギャング台風（ホーマー・マッコイ〈ハリー・モーガン〉）
- チャーリーズ・エンジェル フルスロットル（カーロイ・ベーラ）※テレビ朝日版
- チャーリーとチョコレート工場 ※劇場公開版
- チャイルド・プレイ2 （ソーシャルワーカー、バンの運転手）
- 超能力者ユリ・ゲラー（ユリの父）
- 沈黙の戦艦（ピット）※テレビ朝日版
- 追跡者（機長）※ソフト版
- ツイン・ドラゴン（超能力者〈バリー・ウォン〉）※ソフト版
- 2dogs/エルキュールとシャーロック（アントワーヌ・モラン）
- デーモンハンター（ホワイト枢機卿）
- デアデビル ディレクターズ・カット（ロバート・マッケンジー巡査〈ジュード・チコレッラ〉）
- DC911（ドナルド・ラムズフェルド国防長官）
- ディア・ウェンディ（クラグスビー保安官〈ビル・プルマン〉）
- ディアボロス/悪魔の扉 ※日本テレビ版
- ディスクロージャー（アーサー・カーン、ジョン・レヴィン）※ソフト版
- デッド・エンド/特捜記者ブラティガンの挑戦（ジーノ・ストラノ）
- デッドゾーン（ウォルト）
- デッドフォール（クワン〈ジェームズ・ホン〉）※ソフト版、（ワイラー〈ルイス・アークエット〉、デイヴィス捜査官〈ロイ・ブロックスミス〉）※テレビ朝日版
- デッドロック（アントン・ストーフリーズ〈クリス・サランドン〉）
- デビル（ビリー・バーク〈トリート・ウィリアムズ〉）※日本テレビ版
- デビルズ・ダブル -ある影武者の物語-（ラティフの父）
- デモリションマン（ジョージ・アール長官〈ボブ・ガントン〉）※ソフト版
- デューン/砂の惑星（ダンカン・アイダホ〈リチャード・ジョーダン〉）※日本テレビ版
- デルタフォース3 ※テレビ東京版
- トイ・ソルジャー（アルベルト・トロッタ〈ジェリー・オーバック〉）※フジテレビ版
- 透明人間（ウォーレン・シングルトン〈スティーヴン・トボロウスキー〉）※ソフト版
- トゥルー・クライム（アラン・マン〈ジェームズ・ウッズ〉）※ソフト版
- トゥルーライズ ※フジテレビ版
- 遠い国（ベンソン船長）※ソフト版
- ドクター・ドリトル（サム・リトヴァック医師〈スティーヴン・ギルボーン〉、ギャルヴィン校長）※ソフト版
- ドク・ハリウッド ※フジテレビ版・テレビ朝日版
- トッツィー（ジョン・ヴァン・ホーン〈ジョージ・ゲインズ〉）※ソフト版
- トップガン（大尉）※フジテレビ版
- トパーズ（ルネ・ダーシー）※TBS版
- ドラキュリアIII 鮮血の十字架（シケイロス枢機卿〈ロイ・シャイダー〉）
- ドラゴン・タトゥーの女（グスタフ・モレル警部補）
- ドラゴン・ワールド（ボブ・アームストロング〈ジョン・カルヴィン〉）
- トラブル・ファミリー/ぼくの○×絵日記（ウィンチェル〈ロイ・ブロックスミス〉）
- ドリームスケープ（ジョージ・ウェバー、スニード、車掌）
- ドリームチャイルド（マール、編集員、カメラマン）
- トリスタンとイゾルデ（ボドキン）
- トリプルX（ディック・ホッチキンス議員〈トム・エヴェレット〉）※テレビ朝日版
- ドレスデン、運命の日（カール）
- トレマーズ（ネスター・カニンガム〈リチャード・マーカス〉）※テレビ朝日版
- トワイライトゾーン/超次元の体験（運転手〈アルバート・ブルックス〉、副操縦士）
- 永遠に美しく… ※日本テレビ版
- ナイロビの蜂（ロービア〈ピート・ポスルスウェイト〉）
- ナインスゲート（ペドロ・セサニ）※ソフト版
- ナチュラル（マックス・マーシー〈ロバート・デュヴァル〉）※ソフト版
- ナビゲイター（トロイ〈ロバート・スモール〉）※日本テレビ版
- 二重スパイ（ソン・キョンマン〈ソン・ジェホ〉）
- 2010年（ルデンコ医師）※TBS版
- ニュー・シネマ・パラダイス（ペピーノの父）※フジテレビ版
- ニューヨークUコップ（パウエル）
- 摩天楼はバラ色に（デヴィッドソン）※TBS版
- ネイビー・フォース/テロリスト壊滅作戦
- ネバーエンディング・ストーリー（ティーニー・ウィーニー〈ディープ・ロイ〉）※ソフト版
- ノーウェアボーイ ひとりぼっちのあいつ（ジョージ伯父さん〈デヴィッド・スレルフォール〉）
- ノース 小さな旅人（館長〈ベン・スタイン〉）
- ノーマンズ・ランド（マイク〈ジョージ・ズンザ〉）※テレビ朝日版
- ノンフィクション（ルメイ司祭）
- ハードジャッカー/標高10,000フィートの死闘!（オリヴァー・グリーン教授、ハーディ大佐）※VHS版
- ハード・トゥ・キル（カール・ベッカー、ジェリー・ダンフィ）※テレビ朝日版
- ハートに火をつけて ※テレビ東京版
- バートン・フィンク（W・P・メイヒュー〈ジョン・マホーニー〉）※DVD版
- バイオ・インフェルノ（アイヴァン・ティペット〈キース・ザラバッカ〉、ラメシュ・カプア博士）
- ハイジ（アッシャー先生）
- ハイロー・カントリー（レス・バーク〈ジョン・ディール〉）
- ハウスゲスト/あんただ〜れ?（パイク、トム・ミラー、イカボード）
- 破壊的防御システム:エンクリプト（トーマス・ガース）
- 裸の銃を持つ男（フランク・ドレビン警部補〈レスリー・ニールセン〉）※TBS版
- ハックフィンの大冒険（ハーヴェイ・ウィルクス）
- バックマン家の人々（デイビッド・ブロツキー〈デニス・デューガン〉）
- パッセンジャー57 ※日本テレビ版
- バットマン（ボルグ市長〈リー・ウォレス〉）※ソフト版、（ヴィニーの弁護士）※テレビ朝日版
- バットマン リターンズ ※テレビ朝日版
- 鳩の翼（マーク卿〈アレックス・ジェニングス〉）
- パトリオット・ゲーム（ホームズ卿〈ジェームズ・フォックス〉）※テレビ朝日版
- 花咲ける騎士道（ケーニグセック）
- パニッシャー（ディノ〈ブライアン・マーシャル〉）
- パブリック・エネミーズ（ケネス・D・マッケラー上院議員〈エド・ブルース〉）
- バベル
- 薔薇の素顔（ボブ・ムーア〈スコット・バクラ〉）※ソフト版
- ハリウッドにくちづけ（サイモン・アスキス〈サイモン・キャロウ〉）
- ハリウッドランド（ハワード・ストリックリング）
- パリ警視J（アントニオ・バルディ〈クロード・ブロッセ〉、キャパ弁護士、アントワーヌ〈ジャン＝ルイ・リシャール〉、ルイ、男4）
- パリの恋人（エミール・フロストル教授〈ミシェル・オークレール〉）※機内上映版
- パルス（ウォーターソン医師〈ロン・リフキン〉）
- バレンタインズ・デイ（ジョー〈ベン・ギャザラ〉）
- ハワーズ・エンド（演奏会講演者〈サイモン・キャロウ〉）
- ハワード・ザ・ダック/暗黒魔王の陰謀（ウェルカー〈ポール・ギルフォイル〉）※TBS版
- BANKER BREAK バンカー・ブレイク（スマイリー〈クリストファー・ハイアーダール〉）
- 犯行予告（ロセリーニ〈ジェームズ・ベルーシ〉）
- 犯罪心理鑑定人（コンラッド・ファロン博士〈ユルゲン・プロホノフ〉）
- 晩秋 ※テレビ版
- ハンター（オブライエン〈ケヴィン・ハーゲン〉）※テレビ朝日版
- バンデットQ（司会者〈ジム・ブロードベント〉）、（創造主〈ラルフ・リチャードソン〉）※35周年BD版盤追加収録部分
- ハンバーガー・ヒル（新聞記者）
- ビーン（ニュートン将軍〈バート・レイノルズ〉、ウォルトン長官）※BD版
- 光る眼 ※テレビ朝日版
- ビッグ・ウェンズデー（サリーの夫〈スティーヴ・カナリー〉）
- ビッグ・マネー（ウィンダム）
- 必殺マグナム（アート・ペニー〈ロバート・F・ライオンズ〉）
- 羊飼いと屠殺者（ファン・ジル判事〈マーセル・ヴァン・ヒールデン〉）
- ヒッチャーII 心臓"完全"停止（カスティーヨ保安官、エスターリッジ署長）
- ヒットマン（エージェント・スミス〈ジェームズ・フォークナー〉）
- 陽のあたる教室（ジーン・ウォルターズ教頭〈ウィリアム・H・メイシー〉）※ソフト版
- ビバリーヒルズ・コップ2（アンドリュー・ボゴミル警部〈ロニー・コックス〉）※テレビ朝日版
- ビバリーヒルズ・コップ3（ダグラス・トッド警部）※フジテレビ版
- 評決のとき（ウィルバート・ロードヒーヴァー博士、ブレント・マスグローヴ、父親）※ソフト版
- 美容師と野獣（ジェリー・ミラー〈マイケル・ラーナー〉）
- 飛龍伝説オメガクエスト（ハワード・ホープ）
- ビンゴ!（トンプソン氏）
- ブーリン家の姉妹（トーマス・ブーリン〈マーク・ライランス〉）※ソフト版
- ファイアーストーム（弁護士）
- ファイナル・カウントダウン ※テレビ朝日版
- ファンタスティック・ビーストと魔法使いの旅（ビングリー〈ピーター・ブライトメイヤー〉）
- ファンハウス/惨劇の館（マルコ〈ウィリアム・フィンレイ〉）
- フィッシャー・キング（ルー〈デヴィッド・ハイド・ピアース〉）
- 15ミニッツ（ダフィー〈ジェームズ・ハンディ〉）※ソフト版
- フィラデルフィア（ジェローム・グリーン、審査員長〈ダニエル・フォン・バーゲン〉、ジュリアス・アービング、フィンリー）
- フィラデルフィア・エクスペリメント（若いロングストリート博士〈マイルズ・マクナマラ〉）※テレビ朝日版
- フェイス/オフ（ヴィクター・ラザロ〈ハーブ・プリズネル〉）※フジテレビ版
- フォー・ウェディング
- フォエバー・フレンズ（リチャード・ミルスティーン医師）
- フォー・ザ・ボーイズ（ミルト〈リチャード・ポートナウ〉、ニールス・ラガーディア）
- フォード・フェアレーンの冒険（ハリー）
- 不機嫌な赤いバラ（トム・ボーラー〈ジョン・ローゼリアス〉）
- 復讐の処刑コップ ※テレビ東京版
- ふたりのパラダイス（カーヴィン〈アラン・アルダ〉）
- ブラック・レイン ※フジテレビ版
- フラッシュ・ゴードン（ビーロ）※テレビ朝日版
- フラッド（メーラー〈ダン・フロレク〉）※ソフト版
- ブラボー火星人2000（アーミタン〈レイ・ウォルストン〉）
- フランケンシュタイン
- フランティック（ツイードジャケットの男〈マルセル・ブリュワル〉）※ソフト版、（ケサム〈ヨルゴ・ボヤジス〉）※TBS版
- フリージャック（アーンハート）
- フリーダ（レオン・トロツキー〈ジェフリー・ラッシュ〉）※ソフト版
- フリーダム・ライターズ（スティーブ・グルーウェル〈スコット・グレン〉）
- フリーランサー NY捜査線（ガブリエル・バエズ〈ペドロ・アルメンダリス・Jr〉）
- ブリッジ・オブ・スパイ（アレン・ダレス〈ピーター・マクロビー〉、ハラルド・オットー〈ブルクハルト・クラウスナー〉）
- プリフォンテーン（ウェンディ・レイ）
- ブルーサンダー ※フジテレビ版
- ブルース・ブラザース（マーフ）※フジテレビ新録版
- ブレードランナー ファイナル・カット（エルドン・タイレル〈ジョー・ターケル〉、スシバーのマスター）※ザ・シネマ版
- ブレインストーム（ランドン・マークス）
- プレシディオの男たち（アーサー・ピール〈マーク・ブラム〉、ドットソン）※ソフト版
- プレステージ（ハリー・カッター〈マイケル・ケイン〉）
- F.L.E.D./フレッド（クリス・ペイン〈デヴィッド・デュークス〉）
- ブロークン・アロー（クリーリー空軍司令官〈ダニエル・フォン・バーゲン〉）※テレビ朝日版
- ブローン・アウェイ/復讐の序曲 ※テレビ朝日版
- ブロブ/宇宙からの不明物体（ジェニングス〈ロバート・アクセルロッド〉）
- プロポーズ（ロイ・オデル〈ハル・ホルブルック〉）※ソフト版
- ベガス・バケーション（エディ・ジョンソン〈ランディ・クエイド〉）
- ヘビーウェイト サマー・キャンプ奪還作戦（ハーヴェイ・ブシュキン〈ジェリー・スティラー〉）
- ペリカン文書（エドウィン・F・スネラー〈スタンリー・アンダーソン〉）※テレビ朝日版
- ペンタグラム/悪魔の烙印
- ボーダータウン 報道されない殺人者（ローリングス上院議員）
- ホーム・アローン（フランク・マカリスター〈ゲリー・バンマン〉、ドラッグストアの薬剤師）※テレビ朝日版
- ホーム・アローン2（ヘクター〈ティム・カリー〉）※フジテレビ版
- ホーム・アローン3 ※ソフト版
- ボーン・コレクター（アラン・ルービン）※テレビ朝日版
- 冒険者たち（パイロット〈セルジュ・レジアニ〉）※テレビ東京版
- ポストマン（ブリッジ・シティ市長〈トム・ペティ〉）※ソフト版
- ホット・ショット（バズ・ハーレイ）※ソフト版
- ホットゾーン（アーサー・マンチェク将軍〈ジェフ・ピアソン〉、ダットン）
- ボディーハード（エド・ホーガン）
- ボディガード（ハーブ・ファーマー〈ラルフ・ウェイト〉）※ソフト版、（スキップ・トーマス〈リチャード・シフ〉）※フジテレビ版
- ボディ・ターゲット ※ソフト版
- ボディ・バンク
- ボトム・ダウン（ジョン・パークス〈ロバート・ドーズ〉）
- ホビット三部作（オイン〈ジョン・カレン〉）
  - ホビット 思いがけない冒険
  - ホビット 竜に奪われた王国
  - ホビット 決戦のゆくえ[23]
- ポリーmy love（リーランド・ヴァン・リュー〈ブライアン・ブラウン〉）
- ホワイトハウス・ダウン（ケラーマン〈マット・クレイヴン〉[24]）
- ホワイトハウスの陰謀（ジャック・ニール大統領〈ロニー・コックス〉）※テレビ朝日版
- ボン・ヴォヤージュ 運命の36時間（ヴリオ）
- 香港極楽コップス/俺たちに明日はある!?（部長〈ポール・チョン〉）
- マーキュリー・ライジング（ロマックス〈ケヴィン・コンウェイ〉）※ソフト版、（ハートリー主任〈ジョン・ドーマン〉）※テレビ朝日版
- マーロウ 最後の依頼（アーニー・バーンズ〈トム・バウアー〉）
- マイ・ブラザー（ハンク・ケイヒル〈サム・シェパード〉）
- マイ・フレンド・メモリー（サッカー〈ジョン・バージェス〉）
- マカロニ・ウエスタン 800発の銃弾（アンドレス）
- マグダレンの祈り（オコナー〈ピーター・マラン〉）
- マスターズ/超空の覇者（マン・アット・アームズ）※テレビ東京版
- マッド・シティ（ドーレン〈ウィリアム・アザートン〉）※フジテレビ版
- マッドマックス（サース）
- マッドマックス2（トーディー〈マックス・フィップス〉）※テレビ朝日版
- マッドライダー（ジョン）
- マニトウ
- 真夜中の記憶（ピーター）
- マリーゴールド・ホテルで会いましょう（判事）
- マンデラの名もなき看守（モーケル准将）
- ミケランジェロ・プロジェクト（ハリー・S・トルーマン大統領〈クリスチャン・ロドスカ〉）
- ミザリー（シャーマン・ダグラス州警察官〈J・T・ウォルシュ〉）※日本テレビ版
- ミシェル・ヴァイヨン（アンリ・ヴァイヨン〈ジャン＝ピエール・カッセル〉）
- ミシシッピー・バーニング（バード〈ケヴィン・ダン〉）※テレビ朝日版
- ミスター・サタデー・ナイト（スタン・ヤング〈デヴィッド・ペイマー〉）
- ミスター・サンタを探して
- ミスティック・リバー（逮捕された男）
- ミッシング（アメリカ大使、議員）※ソフト版
- ミッドナイト・スナイパー/人妻が目撃した死体なき殺人（ジェリー・ミラー〈マーク・ジョイ〉）※VHS版
- 身代金 ※日本テレビ版
- ミュータント・タートルズ（チャールズ・ペニントン〈ジェイ・パターソン〉）※VHS版
- ミラクル・ショー ハロルド・スミスに何が起こったか?（ハロルド・スミス〈トム・コートネイ〉）
- ミレニアム/1000年紀（ウォルターズ〈ロイド・ボックナー〉、ヴァーン・ロックウェル〈ローレンス・デイン〉）
- ミレニアムシリーズ（ドラガン・アルマンスキー〈ミカリス・コウトソグイアナキス〉）
  - ミレニアム ドラゴン・タトゥーの女（グスタフ・モレル警部）
  - ミレニアム2 火と戯れる女
  - ミレニアム3 眠れる女と狂卓の騎士
- 名犬ラッシー（ハルトン〈エドワード・フォックス〉）
- 名犬ラッシー/宇宙は近いぞ、ラッシー!（エド）
- 名犬ラッシー/ラッシーの“愛こそすべて”（クライド、エド・ブライス医師）
- メガロ/人質奪還指令（ハリー・ジャンセン）
- メジャーリーグ2（ジェイ・レノ）
- メジャーリーグ3（ハリー・ドイル〈ボブ・ユッカー〉）
- メタル・ブルー（バウアーズ）
- メル・ブルックス/逆転人生（スティーヴンス）
- メル・ブルックスの大脱走（シレッツキー教授〈ホセ・フェラー〉、英国将校、ナチ将校1、警備隊員1）
- メン・イン・ブラック（コック）※ソフト版
- 燃えよNINJA（パーカー）
- 黙示録2009 隕石群襲来（リチャード・クラフト）
- モネ・ゲーム（ネルソン少佐〈トム・コートネイ〉）
- モンスーン・ウェディング（ラリット）
- モンテカルロ殺人事件
- ヤァヤァ・シスターズの聖なる秘密（テイラー・アボット〈デヴィッド・ラッシュ〉）
- ヤクザVSマフィア（リットマン〈ロバート・フォスター〉）
- 山猫は眠らない3 決別の照準（ウィリアム・エイヴリー）※ソフト版
- U.M.A 2010（ゲイブル神父）
- ゆかいな天使/トラブるモンキー（ピーター）
- 雪のビッグ・ウェーブ（プリチャード学園長〈グレゴリー・イッツェン〉）
- ユナイテッド・トラッシュ
- 許されざる者（イングリッシュ・ボブ〈リチャード・ハリス〉）※テレビ朝日版
- 夜になるまえに（エベルト・ソリーシャ・オチョア〈マイケル・ウィンコット〉）
- 夜の訪問者（ポーカー仲間）※日本テレビ版
- 48時間 ※テレビ朝日版
- ライオンと呼ばれた男（トゥービー医師）
- ライオンハート（医師）※ソフト版
- ライトスタッフ（スコット・カーペンター〈チャールズ・フランク〉）
- ラヴェンダーの咲く庭で（ミード医師〈デビッド・ワーナー〉）
- ラスト・オブ・モヒカン（ジェローム・ウェッブ将軍）※VHS版
- ラスト・ボーイスカウト（マッコスキー刑事）※フジテレビ版
- ラスプーチン（ボトキン〈デビッド・ワーナー〉）
- ラッキー・ブレイク（ペリー）
- ラピッド・ファイアー（フランク・スチュアート〈レイモンド・J・バリー〉）※ソフト版
- ラブリー・オールドメン（天気予報士）
- ランニング・レッド（アレクシー〈スタンリー・カメル〉）
- 蘭の女（オットー）
- ランボー ※日本テレビ旧録版
- リーサル・ウェポン（マイケル・ハンサカー〈トム・アトキンス〉）※テレビ朝日版
- リーサル・ウェポン2/炎の約束（ボルステッド〈デリック・オコナー〉）※TBS版
- リービング・ラスベガス（シンプソン）
- RIKI-OH/力王（所長）
- リトルマン・テイト（医師）
- リベンジ（マウロ〈ホアキン・マルティネス〉）※VHS版
- リベンジ・ファイター/殺しの傭兵（マクリーン〈ロバート・カルプ〉）
- リミッツ・オブ・コントロール（アメリカ人〈ビル・マーレイ〉）
- リンカーン（ウィリアム・スワード〈デヴィッド・ストラザーン〉）
- 隣人（ペトリング医師）※ソフト版
- ルーキー ※TBS版
- ルームメイト（ミッチェル〈スティーヴン・トボロウスキー〉）※テレビ朝日版
- ルームメイト2（レナード・リプケン）
- ルディ/涙のウイニング・ラン（アラ・パーシジアン〈ジェイソン・ミラー〉）
- ルトガー・ハウアー 処刑脱獄（アーサー・ネフ）※VHS版
- 霊幻道士6 史上最強のキョンシー登場!!（チュチュの父）
- 霊幻道士 ザ・ムービー 空飛ぶドラキュラ・リターンズ（アンの父）
- レイジング・ブレット/復讐の銃弾（デニーロ刑事〈ジョー・マンテーニャ〉）※ソフト版
- レイダース/失われたアーク《聖櫃》 ※日本テレビ版
- レインメーカー（ウィルフレッド・キーリー〈ロイ・シャイダー〉）
- レスリー・ニールセンの裸の石を持つ男（ゴードン・カッター〈レスリー・ニールセン〉）
- レタッチ/裸の微笑（警部）
- レッズ（ジョー・ヴォルスキー）
- RED/レッド（アレクサンダー・ダニング〈リチャード・ドレイファス〉）
- レッド・オクトーバーを追え!（ロガノフ〈トーマス・アラナ〉、スラヴィン、ビル・スタイナー）※ソフト版、（イワン・プーチン〈ピーター・ファース〉）※TBS版
- レッドクリフ（孔融、華佗）
- レッド・サン（ハイアット〈アンソニー・ドーソン〉）※テレビ東京版
- レッド・ドラゴン/新・怒りの鉄拳（リー署長）※ソフト版
- レッドプラネット（ヒューストン）
- レッドブル（スタッブス警部補〈ローレンス・フィッシュバーン〉）※VHS版
- レナードの朝 ※ソフト版
- レネゲイズ（ゲレス刑事〈トム・バトラー〉）※VHS版
- ローズ家の戦争（ジェイソン・ララビー）※ソフト版
- RONIN（新聞を持った男）※フジテレビ版
- ロスト・キッズ（ワグナー監督〈ロバート・フォスター〉）
- ロスト・ワールド/ジュラシック・パーク（アジャイ・シドゥ〈ハーヴェイ・ジェイソン〉）
- ロボコップ（ウォーカー）※テレビ朝日版
- ロボコップ3（ザック〈スタンリー・アンダーソン〉）※テレビ朝日版
- ロング・ライダーズ（ヴァーノン・ビッグス〈クリス・マルケイ〉）
- ワイルドカントリー（連邦保安官〈ラリー・D・マン〉）
- ワイルドシングス（トム・バクスター〈ロバート・ワグナー〉）※ソフト版
- ワイルドシングス4（ブランチャード署長）
- ワイルド・スモーカーズ（ロバート〈ジョン・リスゴー〉）
- 鷲は舞いおりた（フレイジャー〈ジェフ・コナウェイ〉）
- 私の頭の中の消しゴム（キム社長）※ソフト版
- 101（フレデリック〈ヒュー・フレイザー〉）※ソフト版
- ワンス・アラウンド（ジョー・ベラ〈ダニー・アイエロ〉）

#### ドラマ
- アガサ・クリスティー ミス・マープル
  - 親指のうずき（エリック・ジョンソン、ティモシー）
  - チムニーズ館の秘密（ルードヴィヒ・フォン・シュタイナッハ伯爵）
- アメリカン・ヒーロー #18（マーティ）、#41（レニー）
- ALCATRAZ/アルカトラズ
- アルフ（調査官）
  - シーズン1 #20（エリオット・カーリン）
  - シーズン3 #7・8（マット・フォックス軍曹）
- アンネの日記（ハンス・ファン・ダーン）
- ER緊急救命室
  - シーズン1・2・5・6（スティーブ・フリント〈スコット・ジャエック〉）
  - シーズン2 #4（スタインマン）、#5（ダンジグ〈アーサー・センズィ〉）、#8（カズロー〈トム・エヴェレット〉）
  - シーズン3 #7（オキダ〈サブ・シモノ〉）
  - シーズン7 #7（サール〈マイケル・チルダース〉）
  - シーズン8 #14（ホルブルック）
  - シーズン15 #21（ジェローム・カーシュ〈スコット・ポーリン〉）
- イ・サン
- IT ※NHK-BS2版
- インディ・ジョーンズ/若き日の大冒険（カーター博士）
- 宇宙船レッド・ドワーフ号（鳥男〈イアン・マスターズ〉）
- ウルトラマンパワード（陸軍将校、ケインズ）
- S.O.F.（ザビエル・トラウト〈デヴィッド・セルビー〉）
- X-ファイル（スモーキング・マン〈ウィリアム・B・デイヴィス〉）※ソフト版
- NCIS: ニューオーリンズ
  - シーズン2 #1（ブラント・ブードロー）
  - シーズン3 #6（チャールズ・フォックス）
- NCIS 〜ネイビー犯罪捜査班 シーズン10（シュミール・ピンカス）
- F.B.EYE!! 相棒犬リーと女性捜査官スーの感動!事件簿 #21（バーバー市長）
- 王女の男（チョ・グッカン）
- 奥さまは魔女（ラリー・テイト）※追加収録部分
- 堕ちた弁護士 -ニック・フォーリン-（アルヴィン・マスターソン〈アラン・ローゼンバーグ〉）
- カイルXY
- 巌窟王〜モンテ・クリスト伯（メルシャン・ディエール男爵）
- キャッスル 〜ミステリー作家は事件がお好き（パールマター〈アリー・グロス〉）
- 恐竜家族（審査員）
- クリミナル・マインド6 FBI行動分析課（ターナー保安官）
- クリミナル・マインド8 FBI行動分析課（サム・ウェイクフィールド元市長）
- グレイス&フランキー シーズン6・7（ジャック）
- 刑事コロンボシリーズ
  - 刑事コロンボ 意識の下の映像（バート・ケプル博士）※完全版追加収録部分
  - 刑事コロンボ 歌声の消えた海（ギボンズ船長）※完全版追加収録部分
  - 新・刑事コロンボ 汚れた超能力（牧師）
  - 新・刑事コロンボ 殺人講義（ジョー・ドイル）
  - 新・刑事コロンボ 死者のギャンブル（検視官）
- 刑事ナッシュ・ブリッジス
  - シーズン2 #19（フィル・ロビンス〈グレン・フライ〉）
  - シーズン5（フランク・ジラルド署長）
- 刑事フォイル（ハーコート准将〈クリストファー・ベンジャミン〉）
- ゴーメンガースト（グローン伯爵〈イアン・リチャードソン〉）
- コールドケース7 ザ・ファイナル（ラミロ・ヴァレンズ）
- こちらブルームーン探偵社
  - シーズン1 #3（プレストン・ホルト）
  - シーズン3 #3（ダフ屋〈ザンダー・バークレー〉）
  - シーズン4 #6（ABCの局長、送迎の男〈ディック・ミラー〉）
  - シーズン5 #6（ネイサン・クラフト〈ローレンス・プレスマン〉）
- CSI:11 科学捜査班（市長）
- G-SAVIOUR（フィリッペ・サン・シモン）
- シドニー・シェルダンの明日があるなら（バッジ・ホランダー〈ジェフリー・ジョーンズ〉）※VHS版
- SHERLOCK（シャーロック）3（スジコラ）
- シャーロック・ホームズの冒険
  - 海軍条約事件（チャールズ・ゴロ）
  - 悪魔の足（ラウンドヘイ牧師）※追加収録部分
  - 三破風館（ヘインズ・ジョンソン / ミゲル）
- 主任警部モース
  - ジェリコ街の女（ジャック・ホーンズビー）
  - 森を抜ける道（ジョージ・デイリー）
- 私立探偵ハリー #1（ニック・ダーネル）
- 私立探偵マグナム
  - シーズン1 #12（船長）
  - シーズン2 #11（オスカー）
- 新アウターリミッツ シーズン1 #3（チャーリー・ロジャース）
- 新・ヒッチコック劇場 パイロット版（支配人）
- スターゲイト SG-1（バール）
- スティーヴン・キングのザ・スタンド（ピーター・ゴールドスミス〈ケン・ジェンキンス〉）
- スティーヴン・キングのランゴリアーズ（トム・ホルビー〈スティーヴン・キング〉）※VHS版
- スペース・レンジャーズ3 流刑星からの脱出（レニー・ハッカー〈バディ・ハケット〉、オペレーター）
- 第一容疑者5 死のゲーム（ピーター・レイモンド警部）
- 大草原の小さな家（ウィンターソン）
- ダイノトピア（フランク・スコット〈スチュアート・ウィルソン〉）※ソフト版
- 地上最強の美女たち!チャーリーズ・エンジェル シーズン3 #16（マリオ・モンテロ）
- チャタレイ夫人の恋人（リンリー）
- 超音速攻撃ヘリ エアーウルフ
  - パイロット版（ブレーズ）
  - シーズン2 #5（トニー・スパンデル）、 #14（チャーリー・ターウォーター）
- 超音速ヒーロー ザ・フラッシュ（ミッチ・レストレンジ、ジャック・ファロー〈ジェフリー・キング〉）※日本テレビ版
- ツイン・ピークス シーズン2（アーニー・ナイルズ）
- ディフェンダーズ 闘う弁護士（テディ・K〈ジェームズ・ブローリン〉）
- トゥルー・コーリング（リチャード・デイビーズ）
- TRUE DETECTIVE/ロサンゼルス（エリオット・ベゼリデス〈デヴィッド・モース〉）
- 特攻野郎Aチーム
  - シーズン2 #6（ストライク）
  - シーズン3 #10（デイヴ・ルナ）
  - シーズン4 #6（ディバーグ捜査官）
  - シーズン5 #12（ランディ・アンダーソン）
- ドラマ 東京裁判（ウィリアム・ウェブ判事〈ジョナサン・ハイド〉）
- トンイ（都承旨〈トスンジ〉）
- ナース・ジャッキー3
- ナイトライダー シーズン1 #3（ビッグ・ロニー・スペンサー〈アレックス・ダニエルズ〉）、#15（ポール・ドゥブレ〈マイケル・ダレル〉）
- ナルニア国物語（ソペスピアン卿）
- 南北戦争物語 愛と自由への大地（フォーブス・ラモット）
- 馬医（賄賂役人）
- ハイテク武装車バイパー シーズン1 #12（モラ・サラット）
- バッファロー・ガールズ（カスター将軍〈ジョン・ディール〉）※ソフト版
- 犯罪捜査官ネイビーファイル（ドナルド・“ダッキー”・マラード〈デヴィッド・マッカラム〉）
- ヒルストリート・ブルース（アンディ・レンコ）
- FARGO/ファーゴ2（ハンク・ラーソン〈テッド・ダンソン〉）
- THE BLACKLIST/ブラックリスト（トム・コナリー〈リード・バーニー〉）
- ブルース・リー伝説（ジョージ）
- ブルーブラッド シーズン2（トミー・バローン）
- フレンズ（ジャック・ゲラー〈エリオット・グールド〉〈2代目〉）
- ベートーベン・ウィルス（キム・ガヒョン〈イ・スンジェ〉）
- ヘヴィメタル・クロニクル（カーン〈ルトガー・ハウアー〉[25]）
- HOMELAND（フランク・マティソン〈ジェームズ・レブホーン〉）
- 冒険野郎マクガイバー
  - シーズン1 #9（ブリッジス）、#21（ステパノフ）
  - シーズン2 #2（サル）、#19（ジェフ・ムーア）
- MACGYVER/マクガイバー シーズン2 #20（ソール〈エドワード・アズナー〉）
- マペット放送局（マーティ）
- ミス・マープル
  - パディントン発4時50分（アーサー・ウィンボーン弁護士）
  - 書斎の死体（メルチェット大佐）
- 名探偵ポワロ ※NHK版
  - 24羽の黒つぐみ（トミー・ピンナー）
  - 鳩のなかの猫（ケルシー警部）
  - 象は忘れない（ギャロウェイ元警視）
- 愉快なシーバー家 シーズン1 #16（校長）
- ラバーン&シャーリー（カーマイン・ラグーサ）
- リゾーリ&アイルズ（スタンリー）
- ロイヤル・スキャンダル 〜エリザベス女王の苦悩〜
- ロンサム・ダブ（ロイ・サッグス）
- 私はラブ・リーガル（ラリー・バクスター〈エリオット・グールド〉）

#### アニメ
- アイアン・ジャイアント
- おさるのジョージ（アルベルト・アインシュタイン、レストランの客）
- ゴジラ ザ・シリーズ（エバート市長[5]）
- シルベスター&トゥイーティー ミステリー
- スター・ウォーズ/クローン・ウォーズ（マス・アミダ）
- タンタンの冒険（アラン・トンプソン）
- トムとジェリーキッズ
- バットマン（フレデリック）
- ルーニー・テューンズ・ショー（レズリー・ハント）
- ロバと少年（父親）

### テレビアニメ
1974年
- ゼロテスター

1978年
- 宇宙戦艦ヤマト2（藤堂兵吾）

1980年
- 宇宙戦士バルディオス（幹部A）

1982年
- 南の虹のルーシー（フランク・プリンストン）
- 六神合体ゴッドマーズ

1983年
- キャッツ・アイ
- スペースコブラ

1985年
- 星銃士ビスマルク（ジャン・ポール・マルセル）

1987年
- 愛の若草物語（カール・ブルック）

1989年
- 機動警察パトレイバー（海法警備部長）

1991年
- おにいさまへ…（五十嵐、執事）

1992年
- コボちゃん（店長）
- サラダ十勇士トマトマン（ハクサイ）
- それいけ!アンパンマン（まめおじさん〈初代〉）

1993年
- フランダースの犬 ぼくのパトラッシュ（ベヌワ）
- 若草物語 ナンとジョー先生（ジョン・ブルック）

1995年
- 怪盗セイントテール（エガミ）
- 鬼神童子ZENKI（後藤恭司）

1996年
- シンデレラ物語（ザラール侯爵）
- 超者ライディーン（鳥飼正義）
- 名探偵コナン（1996年 - 2005年、医師、高梨亘、新出義輝、塩沢憲造、望月兼成、松浦仙吉）

1998年
- 剣風伝奇ベルセルク（武官D、大臣ア）
- MASTERキートン（ジョン、久山文夫）

1999年
- アークザラッド（店主）

2000年
- サクラ大戦TV（岡村）

2004年
- エルフェンリート（刑事A）
- MEZZO -メゾ-（安藤）

2005年
- CLUSTER EDGE（手配屋）
- MONSTER（ジャンダ）

2006年
- BLACK LAGOON The Second Barrage（ラプチェフ）

2008年
- テイルズ オブ ジ アビス（ゼーゼマン）

2010年
- GIANT KILLING（ジャベリン磐田倉茂監督）

2014年
- ガンダム Gのレコンギスタ（ズッキーニ・ニッキーニ）
- PSYCHO-PASS サイコパス 2（増田幸徳）

2018年
- ルパン三世 PART5（内務大臣）

### 劇場アニメ
1989年
- 機動警察パトレイバー the Movie（海法警備部長）

1990年
- ヘヴィ（コミッショナー）

1993年
- 機動警察パトレイバー 2 the Movie（海法警視総監）

1997年
- ヘルメス－愛は風の如く（デメス）

1999年
- ハッピーバースデー 命かがやく瞬間（修造）

2001年
- いのちの地球 ダイオキシンの夏（パルトフォーグル）

2002年
- WXIII 機動警察パトレイバー（海法警視総監）

2007年
- 大ちゃん、だいすき。（登）

2017年
- 宇宙戦艦ヤマト2202 愛の戦士たち（藤堂平九郎）

2020年
- Gのレコンギスタ II ベルリ 撃進（ズッキーニ・ニッキーニ）

2021年
- 宇宙戦艦ヤマト2205 新たなる旅立ち（藤堂平九郎）

### OVA
- 笑う標的（1987年、古典の先生）
- 機動警察パトレイバー（1988年、海法部長）
- 銀河英雄伝説（1992年、アサドーラ・シャルチアン中佐）
- 卒業 〜Graduation〜（1995年、麗子の父）
- サクラ大戦 桜華絢爛（1997年、岡村運転手）
- MASTERキートン（1998年、ハロルド・スミス）

### ゲーム
- 金田一少年の事件簿3 青龍伝説殺人事件（1999年、星山博）
- スター・ウォーズ ローグ スコードロン II（2002年、ジャン・ドドンナ）
- ゴッド・オブ・ウォー（2005年、ゼウス）
- ぼくのなつやすみポータブル ムシムシ博士とてっぺん山の秘密!!（2006年、教頭せんせ）
- ゴッド・オブ・ウォーII 終焉への序曲（2007年、ゼウス）
- アンチャーテッド 地図なき冒険の始まり（2011年、ヴィンセント・ペレス）